# Josef Danhauser
Josef Danhauser (født 19. august 1805 i Wien, død 4. maj 1845 sammesteds) var en østrigsk genremaler.
Han uddannedes på Akademiet i Wien under Johann Peter Krafft, dyrkede en Tid lang historiemaleriet, gjorde megen lykke med sine malerateliers og fandt sit egentlige felt i genrebilledet. Hans meget udpenslede arbejder har deres styrke i koloritten og i den alvor og energi, hvormed emnerne, der ofte bevæger sig inden for det tendentiøst-sociale maleris område, er anskueliggjorte; mange er prægede af en velgørende humor. Kendte arbejder er: Testamentets åbning (1839), Gratulanterne, Klostersuppen med flere.

## Galleri
- Frau vom Meer
- Mutterliebe
- Der reiche Prasser